# PGC 1151244
LEDA/PGC 1151244 ist eine Spiralgalaxie vom Hubble-Typ S mit aktivem Galaxienkern im Sternbild Löwe auf der Ekliptik, die schätzungsweise 1,2 Milliarden Lichtjahre von der Milchstraße entfernt ist. Im selben Himmelsareal befinden sich u. a. die Galaxien IC 671, IC 673, NGC 3521.